# ویشنفکا (شهرستان بیژبولیاکسکی، باشقیرستان)
ویشنفکا (انگلیسی: Vishnevka, Bizhbulyaksky District, Republic of Bashkortostan) یک شهرک در شهرستان بیژبولیاکسکی باشقیرستان کشور روسیه است.